# Edmund Backhouse
Sir Edmund Trelawny Backhouse, 2. Baronet (* 20. Oktober 1873 in Darlington, Durham; † 8. Januar 1944 in Peking) war ein britischer Orientwissenschaftler und Linguist. Er beeinflusste maßgeblich die Sicht der westlichen Welt auf die letzten Jahrzehnte der Qing-Dynastie. Die moderne Geschichtsschreibung konnte jedoch nachweisen, dass die meisten seiner Quellen gefälscht waren.

## Leben
Backhouse entstammte einer Quäker-Familie in Darlington. Unter seinen Verwandten finden sich eine Reihe von Kirchenmännern und Wissenschaftlern. Er besuchte das Winchester College sowie das Merton College in Oxford. Er hatte aber sein Studium nicht abgeschlossen, als er 1895 wegen hoher Verschuldung aus Großbritannien floh. Von 1902 bis 1913 war er Professor an der Universität Peking.
Er war Mitglied der US-amerikanischen National Geographic Society. In Anerkennung seiner Forschungen wurde er als Fellow in die Royal Geographical Society und die Royal Society of Arts aufgenommen.
1918 hatte er beim Tod seines Vaters Sir Jonathan Edmund Backhouse, 1. Baronet, den Adelstitel eines Baronet, of Uplands in the Borough of Darlington in the County Palatine of Durham and of The Rookery in the Parish of Middleton Tyas in the North Riding of the County of York, geerbt, der diesem am 6. März 1901 in der Baronetage of the United Kingdom verliehen worden war. Als er 1944 unverheiratet und kinderlos starb, fiel der Adelstitel an seinen Neffen John Edmund Backhouse (1909–1944) als 3. Baronet.